# 두 대령
두 대령(이탈리아어: I due colonnelli)은 스테노가 감독하고 토토와 월터 피전이 주연한 1963년 이탈리아의 코미디 영화이다. 토토의 캐릭터는 그가 토토 디아볼리쿠스에서 연기한 비슷한 캐릭터에서 영감을 받았다.

## 줄거리
이야기는 1943년 그리스-알바니아 국경에서 이탈리아군과 영국군이 대치하는 내용이다. 양측은 영화 내내 국경 마을을 수없이 점령하고, 잃고, 다시 점령한다. 마을은 양측에 의해 너무나 여러 번 점령되고 재점령되어 마을 주민들은 더 이상 전투에 신경 쓰지 않고 당시 마을을 점령하고 있는 어느 쪽과도 공공연히 협력한다. 양측은 같은 호텔을 본부로 사용하며, 서로 대치하는 두 지휘관 사이에는 심지어 우정과 상호 존중이 발전한다. 이는 독일군이 도착하여 이탈리아 지휘관 디 마조에게 마을을 파괴하고 주민들을 죽이라는 명령을 내릴 때까지 계속되는데, 이탈리아 지휘관은 이 명령을 거부하여 사형 선고를 받는다. 그의 부하들은 독일 장교의 발포 명령을 거부하고 역시 사형 선고를 받는다. 영국군은 이탈리아군을 구하기 위해 제때 마을을 탈환하고, 이탈리아가 막 휴전을 요청했다는 소식에 모두 기뻐한다.

## 출연진
- 토토: 안토니오 디 마조 대령 이탈리아 왕국 육군
- 월터 피전: 티머시 헨더슨 대령 왕립 퓨질리어스
- 니노 타란토: 콰글리아 병장
- 조르조 빅시오: 조바타 파로디 병사
- 토니 우치: 마체타
- 니노 테르초: 라 파둘라 병사
- 쉴라 가벨: 이리데
- 제라르 에르테르: 독일군 폰 티르피츠 장군
- 롤랜드 바트로프 (롤랜드 폰 바트로프): 크루거 소령
- 안드레아 스코티: 이리데의 남편